# Маленькие трагедии
«Ма́ленькие траге́дии» — цикл коротких драматических пьес для чтения А. С. Пушкина, написанный им в 1830—1832 годах в Болдине. Он состоит из четырёх произведений: «Скупой рыцарь», «Моцарт и Сальери», «Каменный гость» и «Пир во время чумы».
Анна Ахматова писала, что «быть может, ни в одном из созданий мировой поэзии грозные вопросы морали не поставлены так резко, как в „Маленьких трагедиях“ Пушкина».

## Структура цикла

### «Скупой рыцарь»

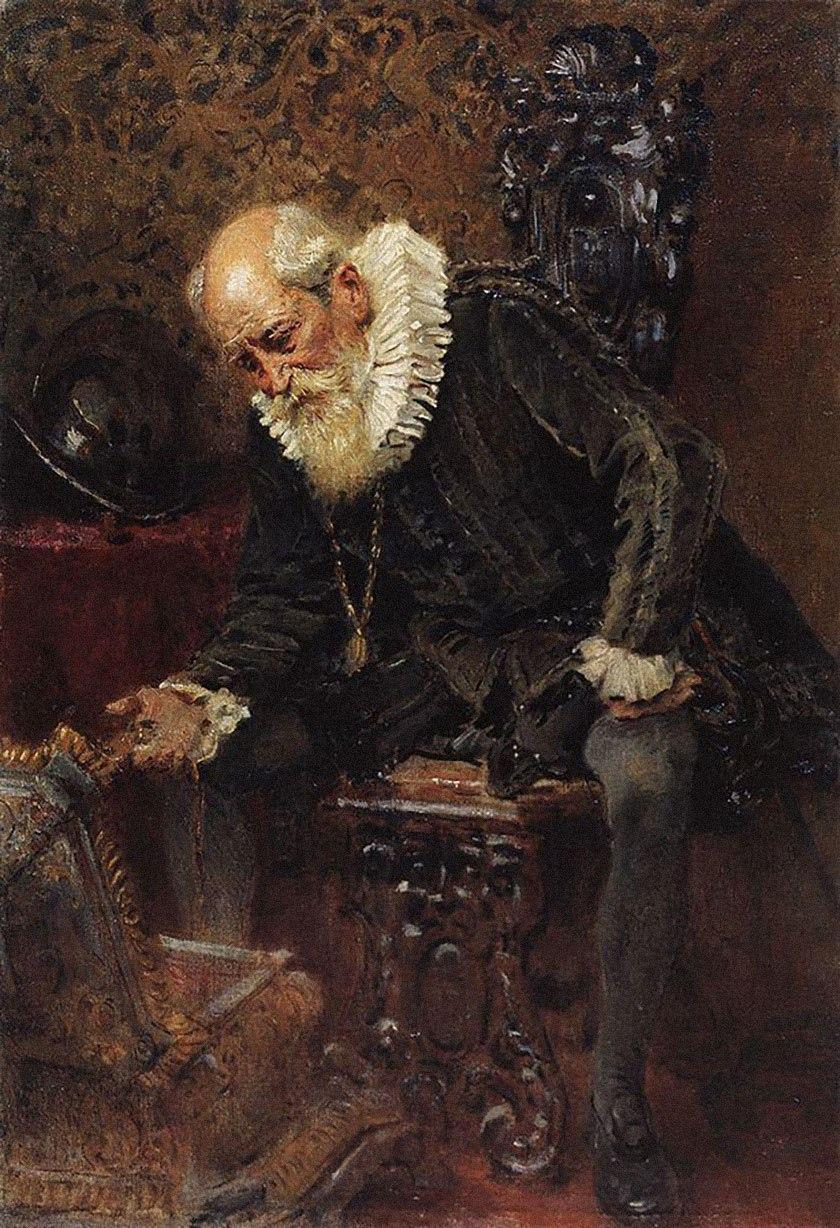
«Скупой рыцарь». К. Е. Маковский, 1890-е годы.

Композиционно две первые сцены пьесы служат представлением, экспозицией конфликта двух главных героев и непримиримых противников — барона Филиппа и его сына Альбера. В третьей сцене, в которой противники обратились к внешней силе, их феодальному сеньору — герцогу, конфликт стремительно вырывается наружу и заканчивается трагически — смертью старого барона.
В первой сцене молодой рыцарь Альбер в башне замка сетует, что в последнем поединке противник повредил его шлем и у него нет возможности выступить вечером в турнире. Его отец скуп и отказывает ему в содержании. Слуга рыцаря Иван сообщает, что еврей Соломон отказывается дать в долг без залога. Прибывший Соломон намекает отчаявшемуся Альберу, что смерть отца можно ускорить с помощью некоего средства. Взбешённый Альбер прогоняет ростовщика и восклицает, что лишь из-за скупости отца вынужден выслушивать такие намёки. Альбер решает отправиться к герцогу, чтобы тот заставил своего вассала дать сыну достойное содержание.
Вторая сцена полностью посвящена отцу Альбера — барону Филиппу. В подвале замка он прячет в сундуки очередную горсть золотых монет, вспоминая, как они ему достались — какие-то отняты у бедной вдовы с тремя детьми, ради других его вассал, возможно, отправился ночью на большую дорогу:

Да! если бы все слезы, кровь и пот,

Пролитые за все, что здесь хранится,

Из недр земных все выступили вдруг,

То был бы вновь потоп — я захлебнулся б

В моих подвалах верных…
Все свои прежние страсти барон отбросил ради одной оставшейся и поглотившей его целиком — страсти к золоту. Мысль о том, что после смерти его сын растратит все скопленное им богатство, сводит барона с ума.
Тем временем, герцог в своём замке обещает Альберу переговорить с его отцом и просит во время разговора укрыться в соседней комнате. Прибывший барон принят герцогом с лаской, в благодарность о прежних временах и услугах герцог предлагает барону отправить сына ко двору, где тот получит достойный приём. Барон, не желая тратить на это деньги, приводит вымышленные причины, по которым сын недостоин быть при дворе и в финале обвиняет Альбера в умышлении отцеубийства. Взбешённый Альбер вбегает и обвиняет отца во лжи. Барон вызывает сына на поединок, бросив перчатку, и сын готов сразиться с ним. Герцог отнимает перчатку и гонит Альбера прочь. Старый барон, тем временем, не выдерживает потрясения и умирает. Ошеломлённый герцог сетует:

Ужасный век, ужасные сердца!

### «Моцарт и Сальери»

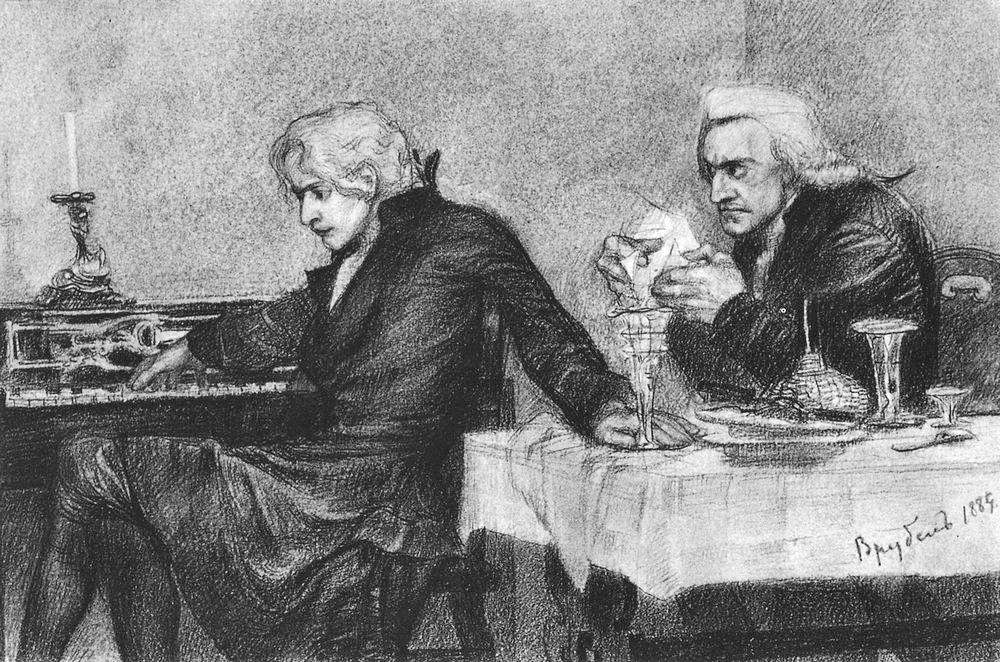
Иллюстрация М. А. Врубеля

В мае 1825 года скончался знаменитый итальянский композитор Антонио Сальери и по Европе пронеслись слухи, что на смертном одре он признался в отравлении Моцарта. Эти слухи произвели на Пушкина большое впечатление и он решил взять за фабулу пьесы событие из жизни реально существовавших и всемирно известных людей под их собственными именами. Знакомые Пушкина позднее упрекали поэта за то, что он осмелился вынести приговор Сальери, не имея для этого достоверных оснований. В ответ в небольшой заметке Пушкин привёл анекдот о том, как Сальери освистал музыку Моцарта на премьере «Дон Жуана»: «Завистник, который мог освистать „Дон Жуана“, мог отравить его творца».
Пьеса начинается представлением Сальери. В своём монологе он вспоминает о долгом пути постижения музыки, его любовь и служение искусству безмерны и он принёс большие жертвы в попытке овладеть высшими тайнами мастерства. В прежние годы зависть была ему чужда и при появлении новых талантов он легко был готов отринуть достигнутое трудами признание и вновь поступить в ученики, вместе с товарищами искренне порадоваться их успехам. Всё изменилось с появлением Моцарта. Всё, чего Сальери постигал и добивался великими трудами, юному Моцарту достаётся «даром». Это незаслуженное, невыстраданное обладание оскорбляет Сальери, разрушает выстроенную в его душе картину справедливого устройства мира. Внутренний монолог-рассуждение Сальери завершается криком о несправедливости — людей, не способных оценить верное многолетнее служение искусству, и неба, не ценящего многочисленные принесённые жертвы:

…О небо!

Где ж правота, когда священный дар,

Когда бессмертный гений — не в награду

Любви горящей, самоотверженья,

Трудов, усердия, молений послан —

А озаряет голову безумца,

Гуляки праздного?.. О Моцарт, Моцарт!
Входит Моцарт, он слышал своё имя в финале размышлений Сальери. Встревоженный Сальери испуган, что Моцарт мог слышать его монолог, но Моцарт весел и беспечен и лишь ещё более убеждает Сальери в справедливости его обвинений шуткой с представлением уличного музыканта. Моцарт легкомыслен, он легко отдаёт на поругание свою музыку, даром доставшуюся ему божественным провидением. Знак широкой народной любви и известности Моцарта в воспалённом от зависти мозге Сальери предстаёт актом поругания высокого искусства, которому он служит. Моцарт делится с Сальери своим новым шедевром, но в ответ на восторженное признание: «Ты, Моцарт, бог…», — лишь отшучивается — «…право? может быть… Но божество мое проголодалось». Всё убеждает Сальери в верности его рассуждений — провидение ошиблось, талант достался недостойному и он владеет им не по праву. Приговор вынесен и Сальери лишь беспокоится, чтобы Моцарт не позабыл прийти к месту своей казни.

### «Каменный гость»

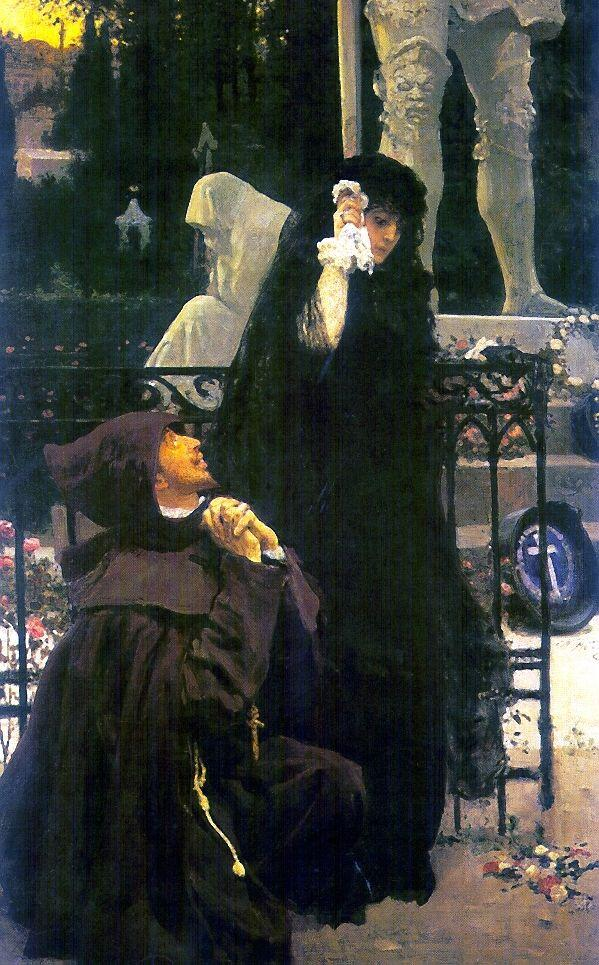
«Дон Жуан». И. Е. Репин, 1885.

Одним из главных отличий «Каменного гостя» от предыдущих двух маленьких трагедий пушкиновед Благой отмечал разницу в характере исследуемой страсти. Для барона Филиппа и Сальери их страсти носили центростремительный характер, замыкали их вглубь себя и уводили их от жизни и людей. Иначе с Дон Гуаном — его жажда любви влекла его к людям, к жизни. С этим связано и изменение характера пьесы, вместо камерных сцен с ограниченным числом участников, четыре сцены «Каменного гостя» содержат большое количество действующих лиц.
Дон Гуан, отправленный в ссылку за убийство на дуэли командора, самовольно возвращается в Мадрид. Ожидая ночи, чтобы проникнуть в город незамеченным, Дон Гуан, тем не менее, уверен, что даже будучи схвачен, он не будет серьёзно наказан, ведь король отправил в ссылку «меня ж любя; чтобы меня оставила в покое семья убитого…» Он вспоминает об одной из своих любимых женщин, Инезе, с которой встречался когда-то здесь, за городскими стенами, и которую страстно любил, но Лепорелло напоминает, что после Инезы Дон Гуан любил ещё многих. Вот и сейчас он стремится к своей возлюбленной — Лауре. Внимание Дон Гуана и Лепорелло привлекает таинственная посетительница монастыря, и это вдова убитого на дуэли командора, дона Анна. Чёрное покрывало, закрывавшее вдову от любопытных взоров, возбуждает воображение Дон Гуана, он хочет непременно познакомиться со вдовой, чем вызывает упрёки Лепорелло: «Мужа повалил Да хочет поглядеть на вдовьи слезы. Бессовестный».
В отличие от угрюмого монастырского кладбища за стенами города в первой сцене, вторая полна жизни, молодости и праздника. Возлюбленная Дон Гуана Лаура наслаждается жизнью, она окружена поклонниками, восхищёнными её красотой и музыкальными талантами. Среди её поклонников Дон Карлос, «угрюмый гость», брат убитого командора, пугающий Лауру грядущей неизбежной старостью, как расплатой за грехи беспечной молодости. Несмотря на это, именно его Лаура просит остаться с ней на ночь, потому что своим бешеным нравом он напомнил ей любимого Дон Гуана. Всё меняется с приходом Дон Гуана. Дон Карлосу нанесена двойная обида — им открыто пренебрегли ради убийцы брата. Он требует немедленного поединка и после короткого поединка падает сражённым. Наличие мёртвого в доме не мешает любовникам насладиться своей страстью до утра.
Кратким монологом в начале третьей сцены Дон Гуан сообщает, что несмотря на убийство Дон Карлоса и возросшую опасность, он не оставил свой замысел ближе познакомиться с Доной Анной. Под видом монаха несколько дней он безмолвно провожал её к могиле супруга, но теперь попытается вызвать Донну Анну на разговор. Юной вдове, не испытавшей в своей жизни любовной страсти, не устоять перед расчётом опытного повесы:

С чего начну? «Осмелюсь»… или нет:

«Сеньора»… ба! что в голову придет,

То и скажу, без предуготовленья,

Импровизатором любовной песни…
Добившись разрешения молиться вместе с вдовой, Дон Жуан, вместо молитвы к небу, обращается с молитвой любви и восхищения перед Доной Анной. Вдова смущена и взволнована, дерзкий монах позволил себе нарушить её вдовий покой, но женское сердце уже готово найти этой дерзости оправдание. Почувствовав душевное потрясение, Дон Гуан бросается на решительный штурм, робкие попытки Доны Анны противостоять его напору слабее с каждой минутой:

…Подите — здесь не место

Таким речам, таким безумствам. Завтра

Ко мне придите. Если вы клянетесь

Хранить ко мне такое ж уваженье,

Я вас приму; но вечером, позднее…

### «Пир во время чумы»

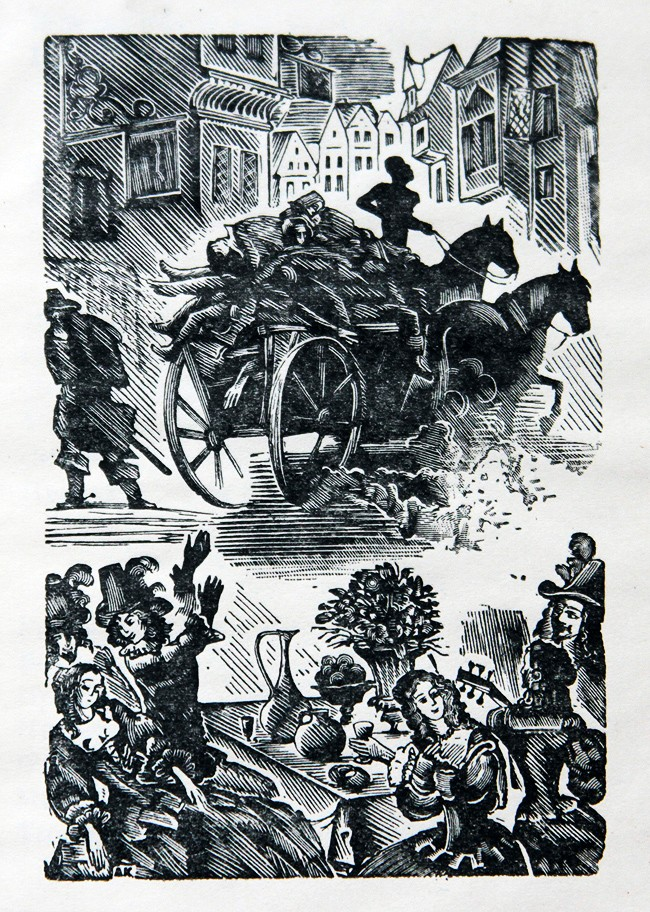
Иллюстрация А. Кравченко к трагедии «Пир во время чумы». 1936

Знакомство Пушкина с драматической поэмой Уилсона «Город чумы» скорее всего состоялось Болдинской осенью, во время эпидемии холеры. Взяв за основу лишь малый эпизод безумного пира из серии картин в охваченном чумой Лондоне середины 17 века, Пушкин сумел творчески переосмыслить и написать цельное произведение, в центре внимания которого столкновение человеческих натур и характеров. Пушкин намеренно сократил количество действующих лиц в сравнении с оригиналом, придав им при этом более обобщённый характер. Две пары главных героев контрастно подчёркивают различие характеров. Зрелому мужскому характеру Председателя, обладателю трагического жизненного опыта, противостоит юношеское легкомыслие Молодого человека. Завистливой и злобной Луизе противопоставлен женственный образ прелестной Мери. При переводе Пушкин сжал и уравновесил песни Мэри и председателя, сделав их равновеликими (в оригинале песня Вальсингама значительно больше по объёму). Уравновесив их, Пушкин противопоставил песни Мери и Председателя по содержанию и пафосу. Горестная песня Мери полна печали о гибели родной шотландской деревни, ныне опустошённой чумой. Песнь Председателя полна упоением опасностью и стремлением человеческого духа противостоять всему, «что гибелью грозит».

## История замысла и создания
Заглавие «Маленькие трагедии» было выбрано издателями из множества предоставленных автором вариантов. На черновике обложки присутствуют заголовки «Драматические очерки», «Драматические изучения» и «Опыты драматических изучений». Впервые в пушкинских черновиках список сюжетов, среди которых узнаются будущие «Маленькие трагедии», появился в 1826 году: «Скупой. Ромул и Рем. Моцарт и Сальери. Д. Жуан. Иисус. Беральд Савойский. Павел I. Влюбленный бес. Димитрий и Марина. Курбский». Перечень из десяти сюжетов находится на обороте листа с дневниковыми записями 1826 года о казни декабристов, смерти Амалии Ризнич и автографом элегии «Под небом голубым страны своей родной», написанной на её кончину. Если это соседство не случайно, вскоре после окончания «Бориса Годунова» Пушкин запланировал ряд драматических проектов, сюжеты которых взяты из истории самых разных стран и эпох, героями которых должны стать сильные, «демонические» личности на фоне исторических катаклизмов. Отбор тем для «драматических изучений» говорит о том, что Пушкина интересует уже не столько романтическое живописание страсти, возведённой в абсолют, сколько её анализ, постановка своего рода литературного эксперимента.
Существование уже тогда замыслов и, возможно, даже черновых набросков «Маленьких трагедий» подтверждает и дневниковая запись Погодина, сделанная 11 сентября 1826 года, которая гласит: «Борис Годунов — чудо! У него есть еще Самозванец, Моцарт и Сальери». Впрочем, никаких черновиков или набросков этих пьес не сохранилось. Второй раз перечень будущих «маленьких трагедий» появился в бумагах поэта не ранее конца 1829 года и состоял из трёх наименований: «Скуп<ой> [<из англ.>]. Моц. и Саль.<ери>. С не<мецкого>. Пир чумы. С анг<лийского>». Третий перечень датируется 1830 годом, в нём пять наименований: «I. Окт<авы>. II. Скупой. III. Сальери. IV. Д. Гуан. V. Plaque (чума)». Пушкиноведы отмечают, что сюжеты будущих «Маленьких трагедий» во всех перечнях следуют в неизменном порядке.
Судя по дневниковым записям поэта весь цикл был написан в 1830 году, в период знаменитой Болдинской осени, чуть больше, чем за две недели:
- 20 октября завершена работа над «Метелью», последней из «Повестей Белкина».
- 23 октября переписан начисто «Скупой рыцарь».
- 26 октября окончен «Моцарт и Сальери».
- 1 ноября писалась «История села Горюхина».
- 4 ноября окончен «Каменный гость».
- 6 ноября — «Пир во время чумы»[16][17].

Известный пушкиновед Д. Д. Благой так объяснял столь стремительную работу:

«Возможность такой поистине чудодейственной стремительности объясняется в известной степени тем, что замыслы трех первых маленьких трагедий издавна возникли и в течение почти целых пяти лет вынашивались и вызревали в творческом сознании поэта».
Не случайна и неизменная последовательность сцен в черновых списках и в окончательной редакции, многие пушкиноведы отмечают построение Пушкиным драматургического цикла, где представленные человеческие страсти выстраиваются от порицаемых и менее ценных, и далее к более ценным: страсть к деньгам в «Скупом рыцаре» — наслаждение искусством в «Моцарте и Сальери» — наслаждение любовью в «Каменном госте» — наслаждение самой жизнью в «Пире во время чумы». Возможно, что возникший позднее остальных замысел «Пира…» оказался той концовкой цикла, которую так долго искал поэт, дабы придать ему достойную завершённость.
Название цикла «Маленькие трагедии» упоминается в бумагах поэта лишь однажды, но оно было подхвачено подавляющим большинством пушкинистов. Как сформулировал один из директоров Пушкинского дома Н. Н. Скатов:

«Пушкин всего один (и то в варианте) раз оговорился: „маленькие трагедии“. Но воспринимающее сознание — читателей, издателей — отвергло все возможные, пушкинские же, названия: „драматические сцены“, „драматические очерки“, „драматические изучения“ и т. д. — и избрало: „маленькие трагедии“. Я уверен, что здесь не было ни произвольности, ни случайности».

На окончательный замысел «Маленьких трагедий» судя по всему оказало увлечение Пушкина (помимо Шекспира и Расина) творчеством Барри Корнуолла — автора коротких «Драматических сцен», герои которых — яркие личности (порой на грани или за гранью патологии), сталкивающиеся в непримиримых конфликтах, кончающихся гибелью одного из них. В «Драматических сценах» Корнуолла — минимум действующих лиц, чаще всего их всего двое, действие пьес раскрывается в основном в монологах, в которых объясняются и подготавливаются действия главных героев в кульминационный момент их решительного столкновения. К похожему решению приходит и Пушкин в своём драматическом цикле. Между «Маленькими трагедиями» Пушкина и «Драматическими сценами» прослеживаются многочисленные реминисценции. Степень влияния Корнуолла на Пушкина, сходство и различие их подходов к драматургии была предметом изучения и обсуждения многих литературоведов, к примеру, Дмитрий Благой пишет, что при всём сходстве внешней формы, трагедии Пушкина заметно глубже «сцен» Корнуолла в философско-психологическом плане, а Д. Л. Устюжанин обратил внимание, что герои Пушкина, в отличие от персонажей Корнуолла, это не существующие вне времени «персонифицированные страсти» — жадность, зависть и прочие, но живые люди своих исторических эпох. Пушкин старался избежать упрощения и прямолинейного осуждения человеческих пороков, но дать «истину страстей, правдоподобие чувствований в предполагаемых обстоятельствах…», по словам Бонди — стремился «к раскрытию не широты человеческой психики, а ее глубины». Одновременно, он избегает прямолинейного деления человеческих страстей на «высокие» и «низкие», и в этом он предпочитал следовать Шекспиру, нежели Мольеру.
В отличие от «Бориса Годунова», отличающегося «открытым» сюжетом и массовыми сценами, для «Маленьких трагедий» характерна камерность, притчевость, внутренняя замкнутость сюжета каждой из пьес, в финале которых зрителя ждёт вполне определённая развязка сюжета.

## Цикловое единство «Маленьких трагедий»
Каждой из составляющих отдельных сцен «Маленьких трагедий» посвящено множество критических статей и исследований, начало традиции которых положено ещё современниками поэта, в частности — статьями В. Г. Белинского. Но не менее важны работы, исследовавшие «Маленькие трагедии» в качестве единого неразрывного цикла. Пушкиноведы в своих работах подчёркивают единство сцен — композиционное, жанровое и идейно-философское.

## Театральные постановки

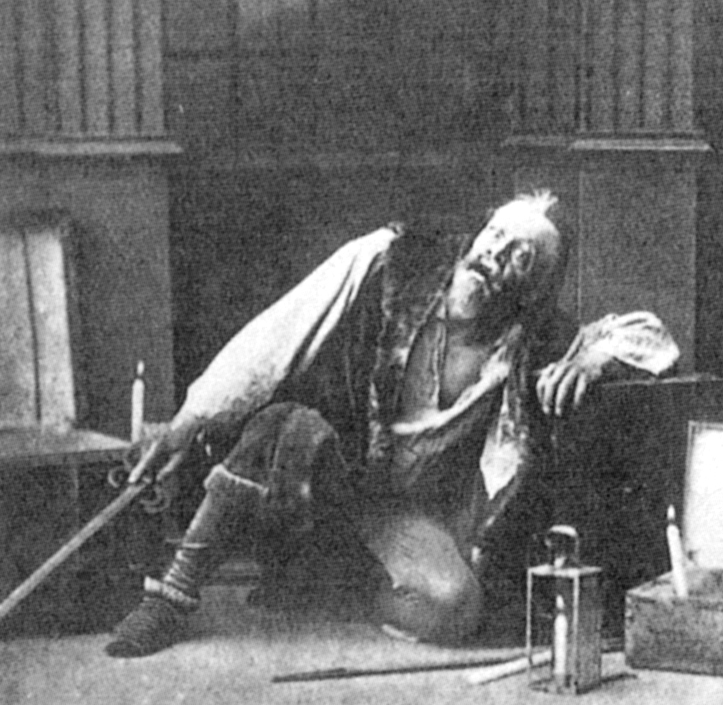
Константин Станиславский в постановке «Скупого рыцаря»

История театральных постановок пушкинских «Маленьких трагедий» началась ещё при жизни поэта — 27 января 1832 года на сцене Петербургского Большого театра состоялась премьера «Моцарта и Сальери». Известны постановки «Каменного гостя» 1847 года в Петербурге, «Скупого рыцаря» — 1852 и 1853 годов в Петербурге и Москве. В спектаклях были заняты актёры, гордившиеся личным знакомством с поэтом — Брянский, Сосницкий, Каратыгин, Щепкин.
Несмотря на призывы футуристов «сбросить Пушкина с парохода современности», советская традиция постановок «Маленьких трагедий» берёт отсчёт с первых лет после октябрьского переворота. МХТ в 1919 году возобновил свою дореволюционную постановку «Пира во время чумы» (с участием Михаила Чехова), а в 1924 году выходит премьера «Каменного гостя». В октябре 1921 года основатели Петроградского театра новой драмы В. Н. Соловьев, К. Н. Державин в качестве первой постановки нового театра выбрали «Каменного гостя». «Скупой рыцарь» и «Каменный гость» были поставлены на сцене открывшегося Казахского академического театра драмы, в период пушкинского юбилея 1937 года к «Маленьким трагедиям» обратилось множество ведущих театров союзных республик, так в Тбилиси пушкинские пьесы были поставлены сразу в девяти театрах, а в Ташкенте — в семи.
Впрочем, не всегда деятели нового советского театра избегали соблазна «осовременить» пушкинский текст, внести «лобовые» сатирические фарсовые ноты. В постановке Харьковского театра имени Шевченко в финале «Каменного гостя» тень командора сменялась силуэтом Николая «Палкина», попытались «взять классика на слом» и В. Люце и В. Софронов, ставившие «Скупого рыцаря» и «Каменного гостя» в Ленинградском БДТ. Множество споров вызывали постановки сцен из «Маленьких трагедий» Сергея Радлова в ленинградском Театре Драмы, Серафимы Бирман и Всеволода Мейерхольда в московском театре МОСПС. Большим событием стала постановка «Маленьких трагедий» Евгения Симонова на сцене Театра имени Вахтангова в 1959 году, где в «Скупом рыцаре» неожиданно на первый план выдвинулся молодой Альбер в исполнении Вячеслава Дугина, а в роли Моцарта блистательно выступил Юрий Любимов.
Эксперименты и попытки нового прочтения пушкинских сцен не прекращаются со временем. Постановщики не всегда следуют пушкинскому порядку расположения отдельных трагедий в ходе спектаклей, в попытке донести идеи Пушкина и режиссёра включают в постановку, наряду с игрой артистов, игру света и тени, эксперименты с декорациями, музыку. Так музыка стала одним из главных элементов в постановке 2018 года «Маленьких трагедий» на сцене Малого театра, где постановщиком и исполнителем сразу трёх главных ролей стал Вячеслав Езепов. Традиции революционного прочтения пушкинского текста, в духе театральных экспериментов 20-х годов 20-го столетия, подхвачены постановщиками «Маленьких трагедий» в театре «Сатирикон» и Гоголь-центре. В постановке 2011 года Виктора Рыжакова, которой предпослан эпиграф: «В настоящей трагедии гибнет не герой — гибнет хор», хору в исполнении молодых артистов театра противостоит сразу в нескольких ролях Константин Райкин, критики особо выделяли дуэт его Моцарта с Сальери Одина Байрона. Кирилл Серебренников выбрал в качестве пролога к спектаклю своё прочтение пушкинского «Пророка», в котором серафим в точном следовании тексту натуралистично вырвал язык пророку, рассёк ему грудь мечом «и сердце трепетное вынул». Стрит-рейсер Артур приходит просить управу на отца у герцога, облачённого в «адидасы» лихих 90-х. Сальери откачивает упившегося вусмерть Моцарта, предварительно спасая из унитаза клочки его новой гениальной партитуры. А в «Каменном госте» не преданный земле командор в горской папахе прекрасно сохранился в усыпанном цветами гробу.

## «Маленькие трагедии» в музыке
Первым композитором, взявшимся за адаптацию одного из сюжетов «Маленьких трагедий» на оперной сцене, стал Александр Сергеевич Даргомыжский. Работа над оперой «Каменный гость» велась в 1866—1869 годах, в одном из писем он писал: «Пробую дело небывалое: пишу музыку на сцены „Каменного гостя“ — так, как оно есть, не изменяя ни одного слова». Это была новаторская работа, Даргомыжский задумал использовать полный текст трагедии, а не адаптированное либретто. Работу осложняла болезнь композитора, он называл оперу своей лебединой песней. В январе 1869 года композитор умер и его близкие сподвижники и друзья Цезарь Кюи и Николай Римский-Корсаков завершили написание оперы и её оркестровку.
В 1897—1898 годах Римский-Корсаков написал более камерный вариант трагедии «Моцарт и Сальери», по его оригинальному замыслу оркестровать оперу вовсе не следовало, аккомпанировать исполнителям должна была только партия для фортепиано. Но при постановке оперы в 1898 году на сцене Мамонтовского оперного театра опера всё же была оркестрована, заведующий репертуарной частью театра С. Н. Кругликов писал композитору: «Вы глубоко не правы, думая, что не надо было „Моцарта“ оркестровать и приноравливать к сценическому воспроизведению… Напротив, именно на сцене…, под звуки скромного, старомодного оркестра… Ваша пьеса при внимательном слушании… просто потрясает… Это большое произведение». Первым исполнителем оперы в первых приватных постановках стал Фёдор Шаляпин, он же исполнил партию Сальери на сцене Оперы Мамонтова и долго оставался её единственным исполнителем.
В 1900 году Цезарем Кюи написана опера по «Пиру во время чумы». За десятилетие до написания оперы композитор уже опубликовал две песни, позднее вошедшие в оперу — «Песнь Мери», в духе народной шотландской песни, и «Гимн Вальсингама» — настоящий гимн чуме. Образ чумы передан в опере при помощи величественного траурного марша.
При сочинении оперы «Скупой рыцарь» Сергей Васильевич Рахманинов следовал идее небольшой декламационной оперы, заложенной «Каменным гостем» Даргомыжского, но при этом центр тяжести сделан в оркестровом развитии. После премьеры оперы в 1906 году были критики, упрекавшие композитора: «Музыка от начала до конца интересна и красива, но скорее музыка симфоническая, нежели оперная…» В процессе работы над оперой Рахманинов рассчитывал на то, что исполнителями главных партий станут Шаляпин и Нежданова, но Шаляпин отказался от участия из-за разногласий по поводу изменений в оригинальном пушкинском тексте.

## Экранизации
В 1979 году, к 150-летнему юбилею создания «Маленьких трагедий» и Болдинской осени Пушкина в целом, вышла трёхсерийная экранизация цикла в постановке Михаила Швейцера. В звёздный актёрский состав фильма вошли Иннокентий Смоктуновский, Сергей Юрский, Наталия Белохвостикова, Владимир Высоцкий, Валерий Золотухин, Лидия Федосеева-Шукшина, Николай Бурляев, Ивар Калныньш, Георгий Тараторкин, Лариса Удовиченко, Александр Трофимов и многие другие. Ещё одним главным действующим лицом фильма стала музыка Альфреда Шнитке, по мнению критиков режиссёр и композитор должны считаться не только убедительными интерпретаторами пушкинского шедевра, но и его достойными соавторами. Сюжет построен на истории выступления итальянского поэта-импровизатора в Петербурге, его выступления в течение нескольких вечеров перед светской публикой позволили включить в сценарий помимо четырёх сцен заглавного произведения также «Сцену из Фауста», «Мы проводили вечер на даче…», «На углу маленькой площади…», «Гробовщик», «Гости съезжались на дачу…» в виде обрамляющих сюжетов.
В 2009 году вышла анимационная экранизация «Маленьких трагедий» режиссёра Ирины Евтеевой. В первую очередь критики отмечали уникальную технику постановщика, успешно совместившего традиционный кинематограф и анимацию. В фильм Ирины Евтеевой вошли три из четырёх пушкинских сцен — «Скупой рыцарь», «Моцарт и Сальери» и «Каменный гость». Автором музыкального оформления фильма выступил Андрей Сигле, принявший нелёгкий вызов «переиграть» самого Шнитке.